# Закон Ваккернагеля
Зако́н Ваккерна́геля — правило, сформулированное швейцарским лингвистом Якобом Ваккернагелем касательно позиции безударных слов в праиндоевропейском языке.
Согласно этому правилу, слабо- и безударные слова (т. н. клитики) примыкали к словам под ударением и занимали второе место в предложении. Грамматический класс первого (ударного) члена предложения не был фиксирован. Это явление (безударные местоимения и частицы на втором месте в предложении) можно наблюдать отчасти и в других современных индоевропейских языках, в частности многих славянских (например, в чешском) и французском (в последнем как вторичное явление), а ранее — в литовской письменности, иногда между приставкой и основой слова, например išmitrauk (вытащи меня), в настоящее время используется с ударным местоимением ištrauk mane. Подобные конструкции, особенно с большим количеством клитик, типологически начинают напоминать полисинтетические языки.